# Chrysosoma parapunctinerve
Chrysosoma parapunctinerve är en tvåvingeart som beskrevs av Jennifer L. Hollis 1964. Chrysosoma parapunctinerve ingår i släktet Chrysosoma och familjen styltflugor. Inga underarter finns listade i Catalogue of Life.